# زرافة ماساوية
زرافة ماساوية أو زرافة الماساي وتسمى أيضًا باسم زرافة كليمنجارو وهي نوع من الزرافة يعيش بكثرة في جنوب وشرق قارة أفريقيا وخاصةً تنزانيا وكينيا وسميت بهذا الاسم نسبةً لجبل جبل كليمنجارو التي تكثر فيه، ولها بقع كثيرة مميزة، غير منتظمة، خشنة تشبه النجوم حسب تشبيهات علماء الحيوان، تعد زرافة الماساي أكبر وأكثر أنواع الزرافات انتشارا وكثرة وتميزا، وتعد الحيوان الوطني لدولة تنزانيا.

## وصف
تتميز زرافة كليمنجارو بالبقع، حيث تعد هذه البقع خشنة وتعيش فقط في جنوب أفريقيا وتنزانيا وكينيا، وهي أكبر نوع من الزرافة من حيث الجسم والطول حيث أنها طويلة جدا كما هي باقي الزرافات، ويبلغ طولها 5.8 متر تقريبًا مما يجعلها أكبر حيوان بري في الأرض.

## الحالة البيئية والأنتشار
تعد زرافة الماساي من الحيوانات المهددة بالانقراض بسبب الصيد الجائر وفقدان الأساسيات لعيشها فقد صُنفت على قائمة الحيوانات المهددة بالانقراض من قبل منظمات البيئة العالمية فوضعت أعداد كثيرة منها في المحميات وتم وضع قوانين تخص صيدها والتعامل معها ونجحت هذه الخطط من زيادة أعدادها بالرغم من أنها ما زالت تعاني خطر الأنقراض، تصل أعدادها الحالية إلى أكثر من 35,000 زرافة حسب تقرير حكومة تنزانيا.